# کوستودیو پینتو
کوستودیو پینتو (پرتغالی: Custódio Pinto; ۹ فوریهٔ ۱۹۴۲ – ۲۱ فوریهٔ ۲۰۰۴) بازیکن فوتبال اهل پرتغال بود.
از باشگاه‌هایی که در آن بازی کرده‌است می‌توان به باشگاه فوتبال ویتوریا گیماریش و باشگاه فوتبال پورتو اشاره کرد.
وی همچنین در تیم ملی فوتبال پرتغال بازی کرده‌است.